# Aplacophora
Los aplacóforos (Aplacophora, del griego a, "no", plakós, "lámina" y phoros, "que lleva") son una antigua clase del filo de los moluscos. Hoy se considera un grupo parafilético, ya que los dos subgrupos que incluía (Caudofoveata y Solenogastres) solo tienen en común la ausencia de concha, no compartiendo ninguna apomorfía.
Existen alrededor de 250 especies. Tienen espículas calcáreas. Carecen de ojos y tentáculos pero tienen una muesca pedal que se cree tiene el mismo origen que el pie de otros moluscos.
Algunos de estos moluscos viven en anémonas de mar y corales, se encuentran a más de 200 metros de profundidad.